# Tatrzański Park Narodowy (Polska)

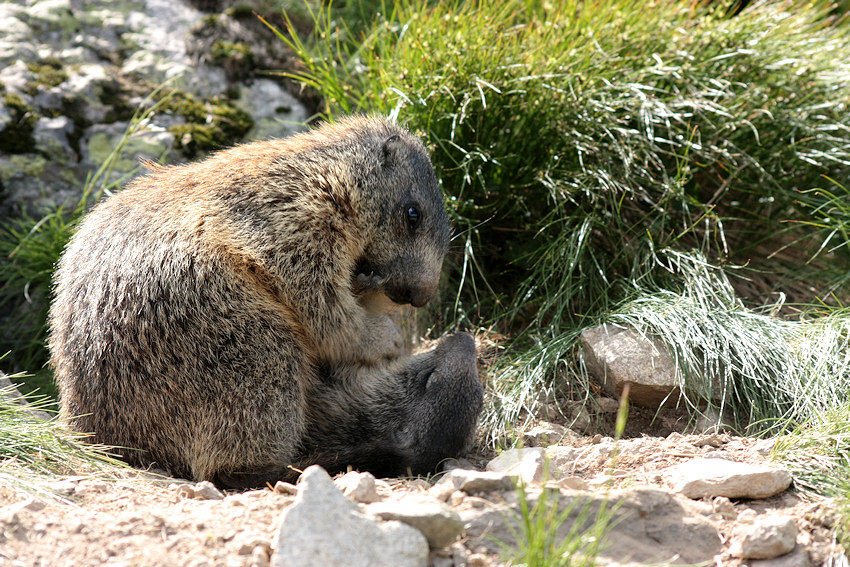
Młode świstaki tatrzańskie na zboczu Wołowca

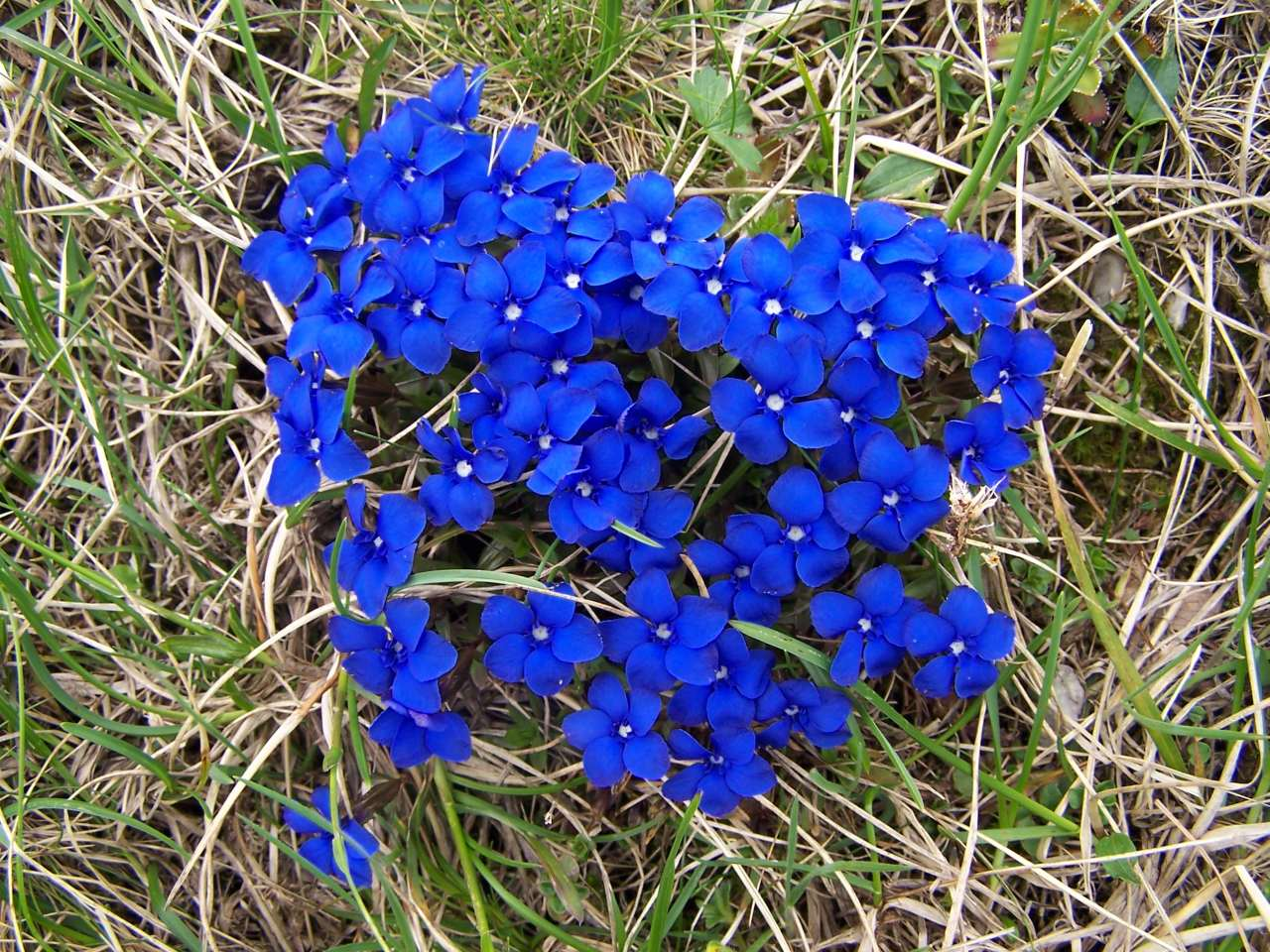
Goryczka wiosenna

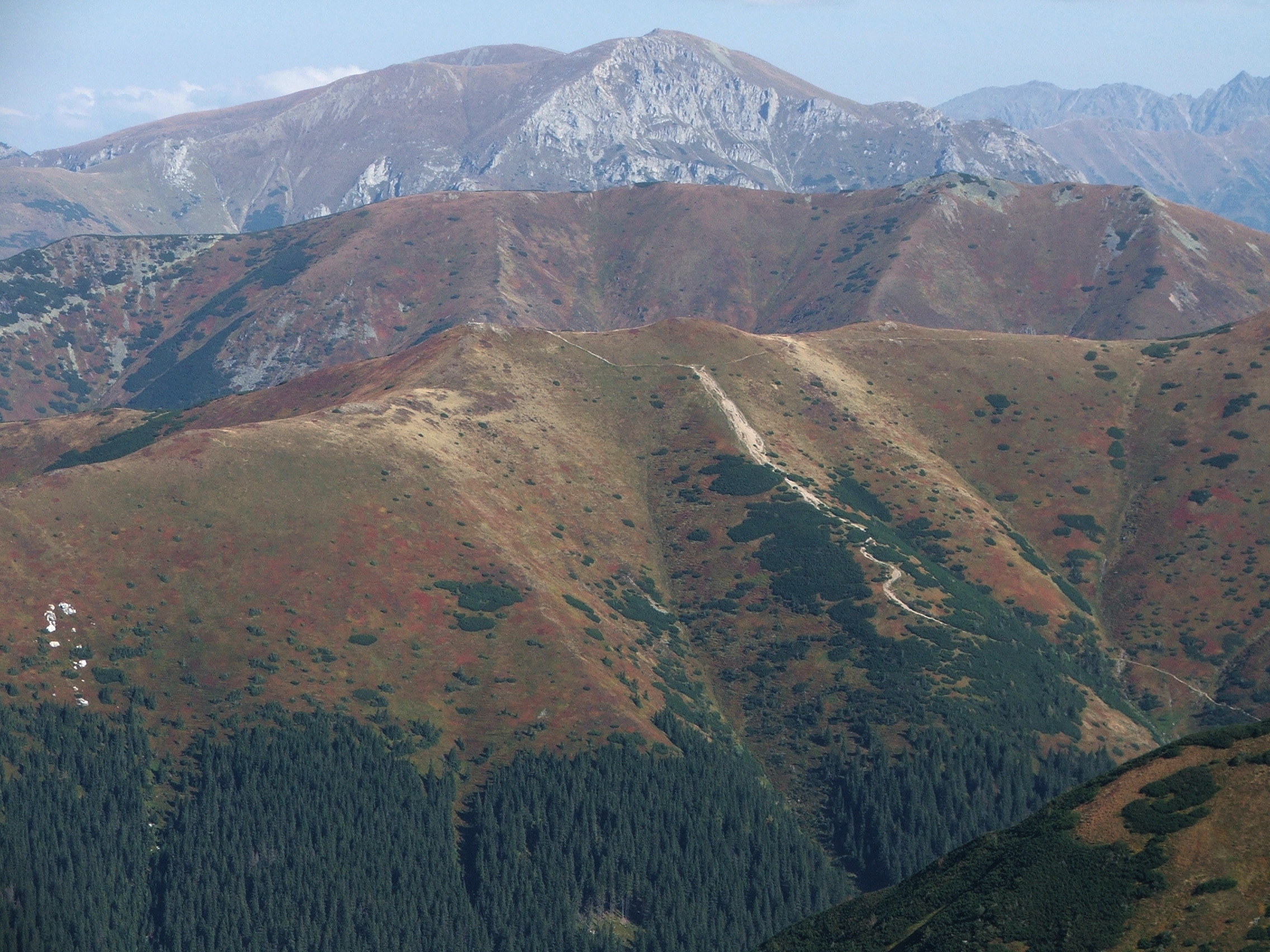
Hale na szczytach Tatr Zachodnich

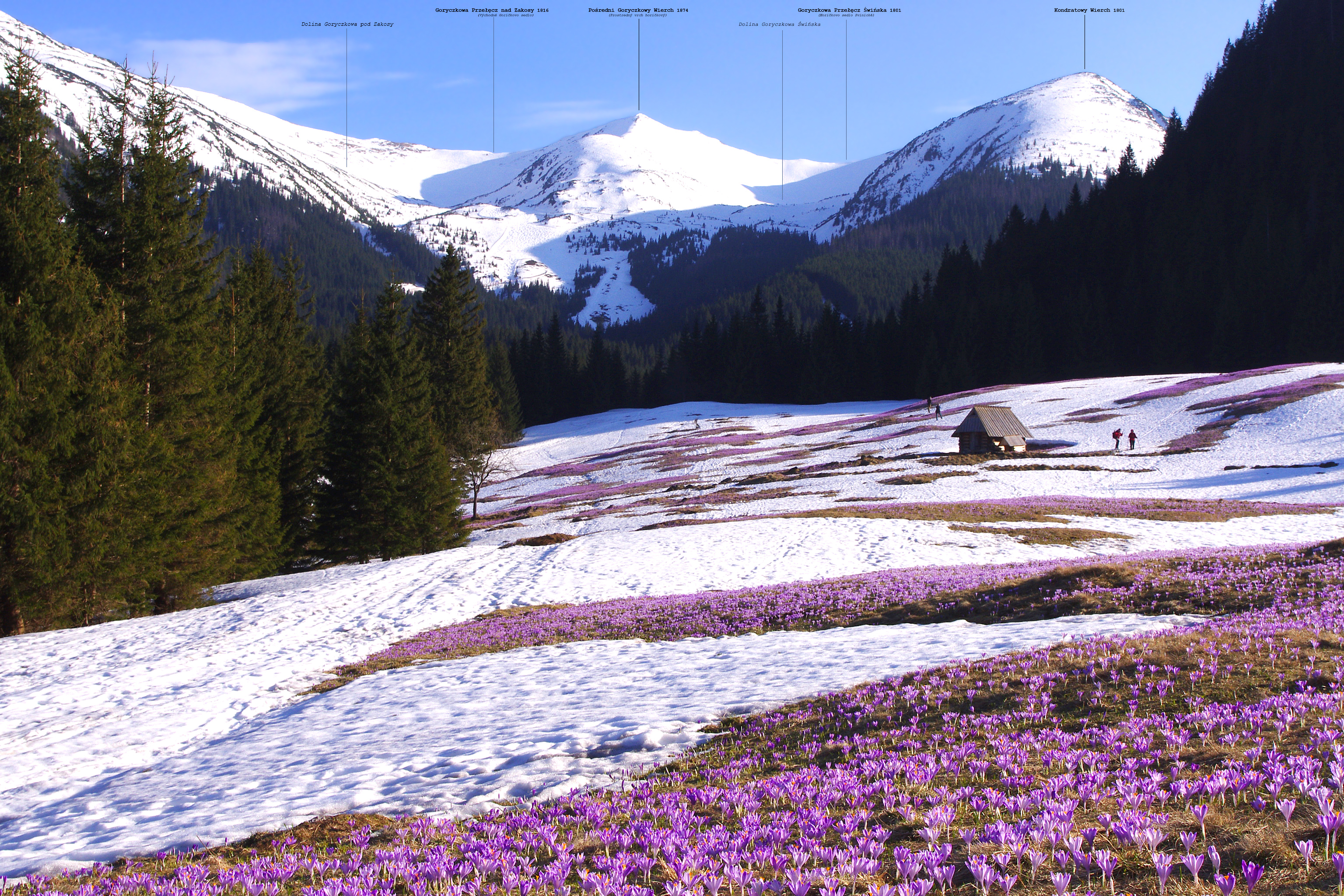
Krokusy na Kalatówkach

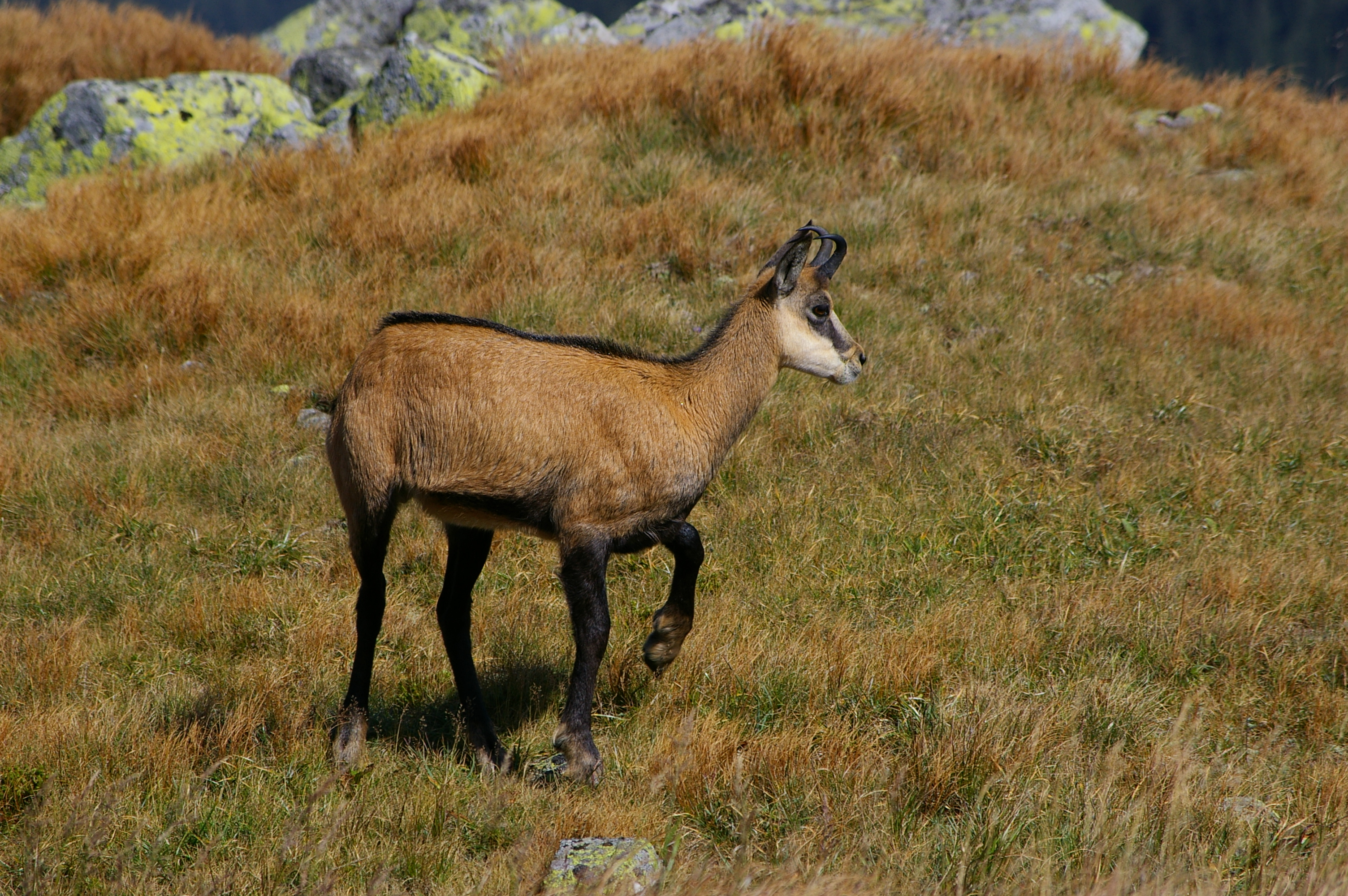
Kozica w Tatrach

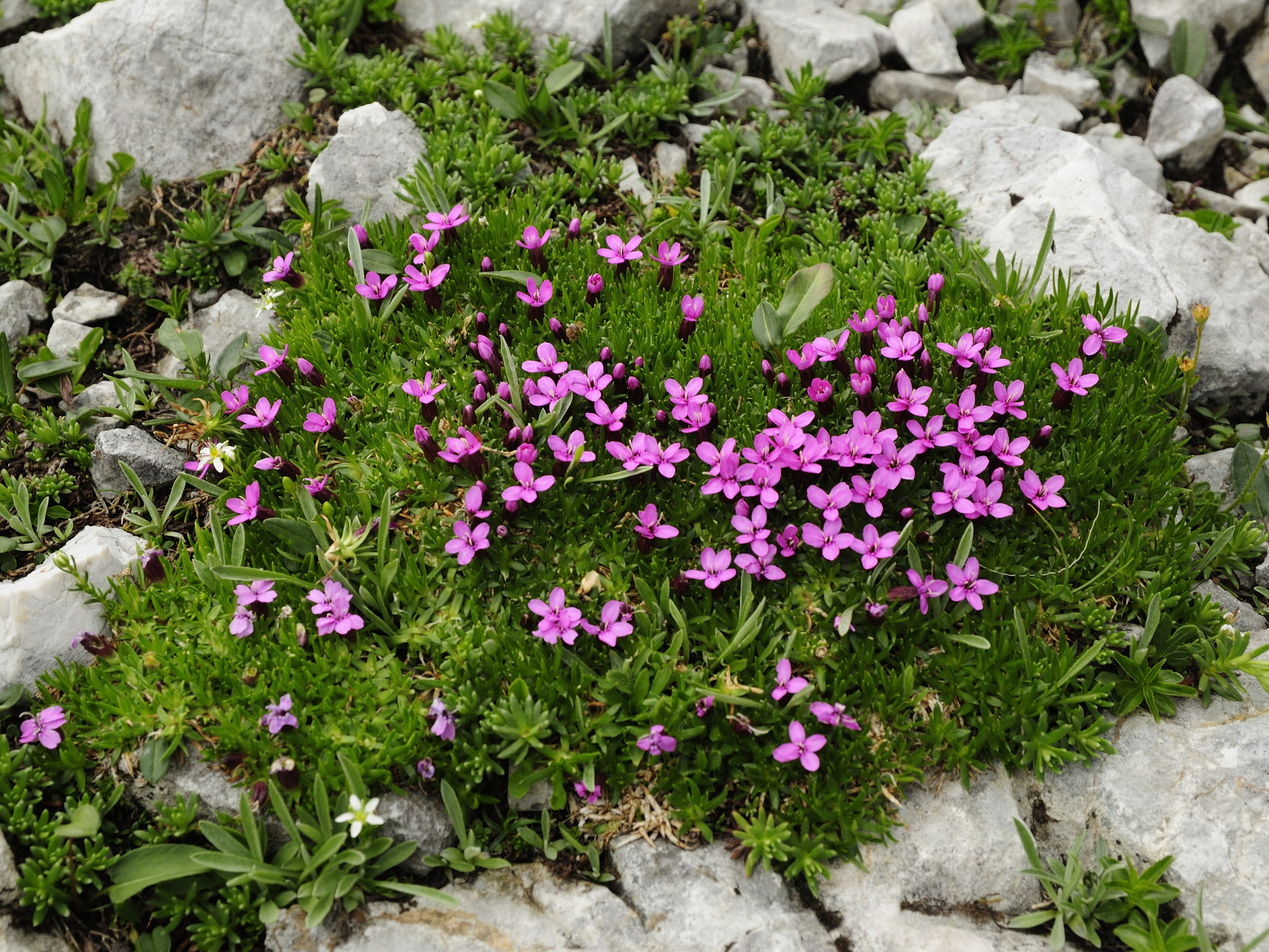
Lepnica bezłodygowa – jedna z roślin, dla których Tatry są jedynym miejscem występowania w Polsce

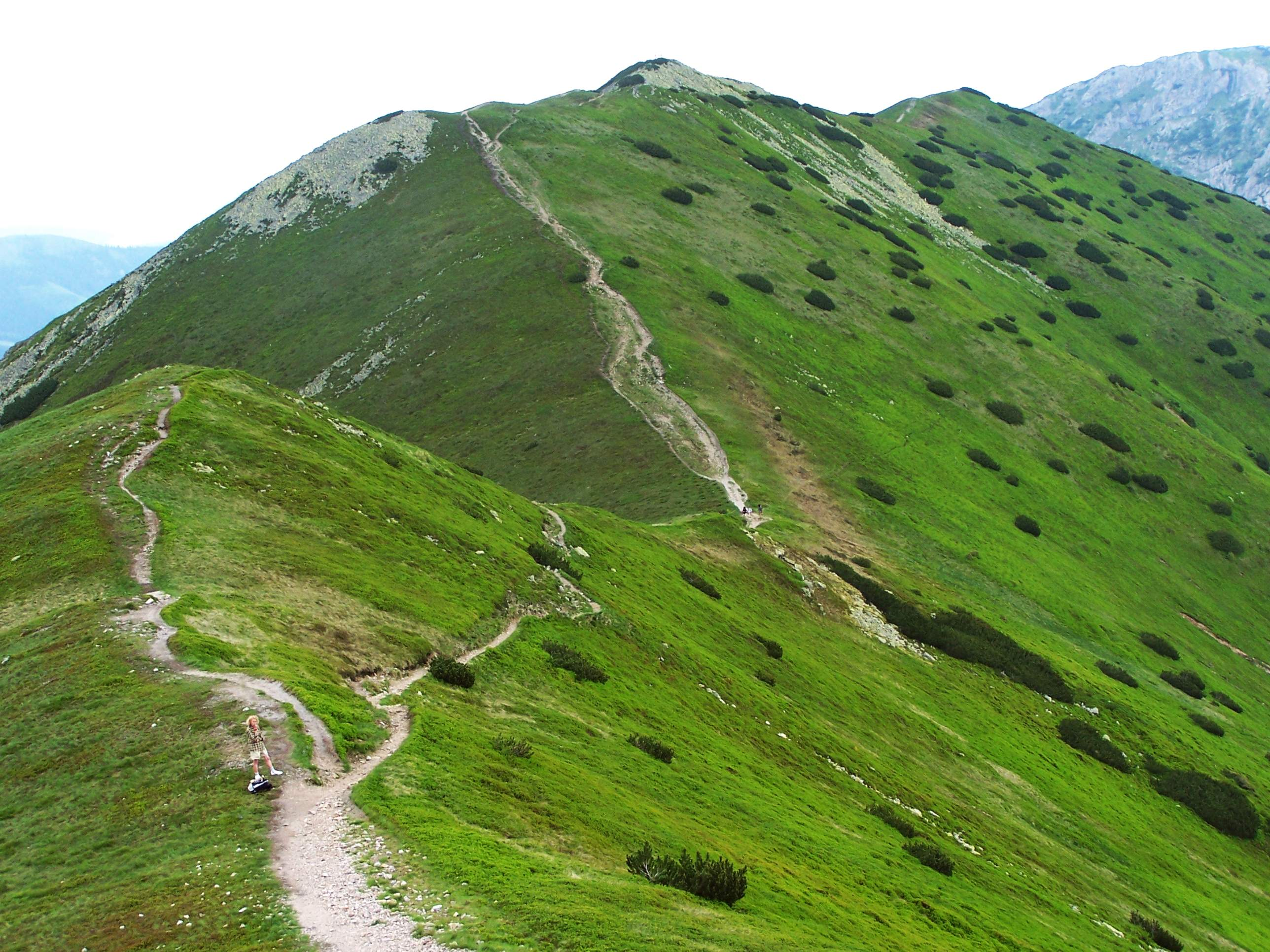
Po zniesieniu wypasu kosodrzewina stopniowo się odnawia (Ornak)

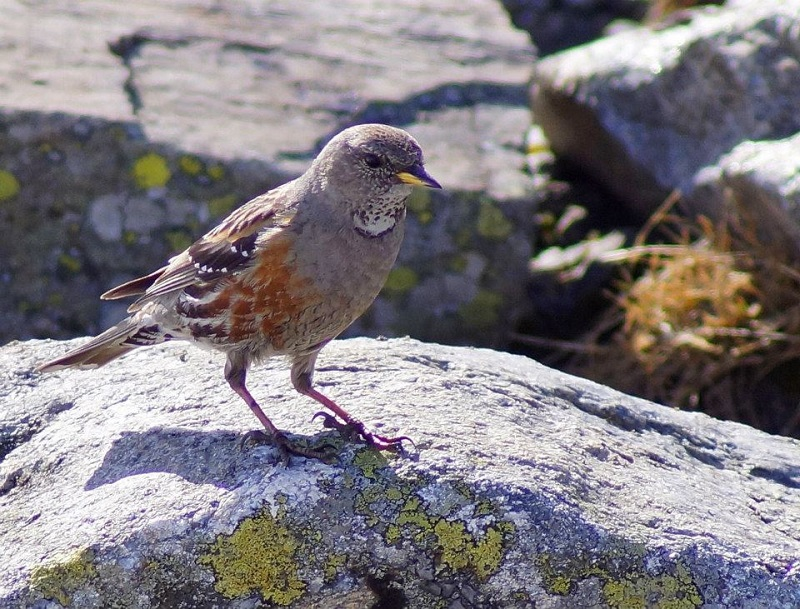
Płochacz halny na Kasprowym Wierchu

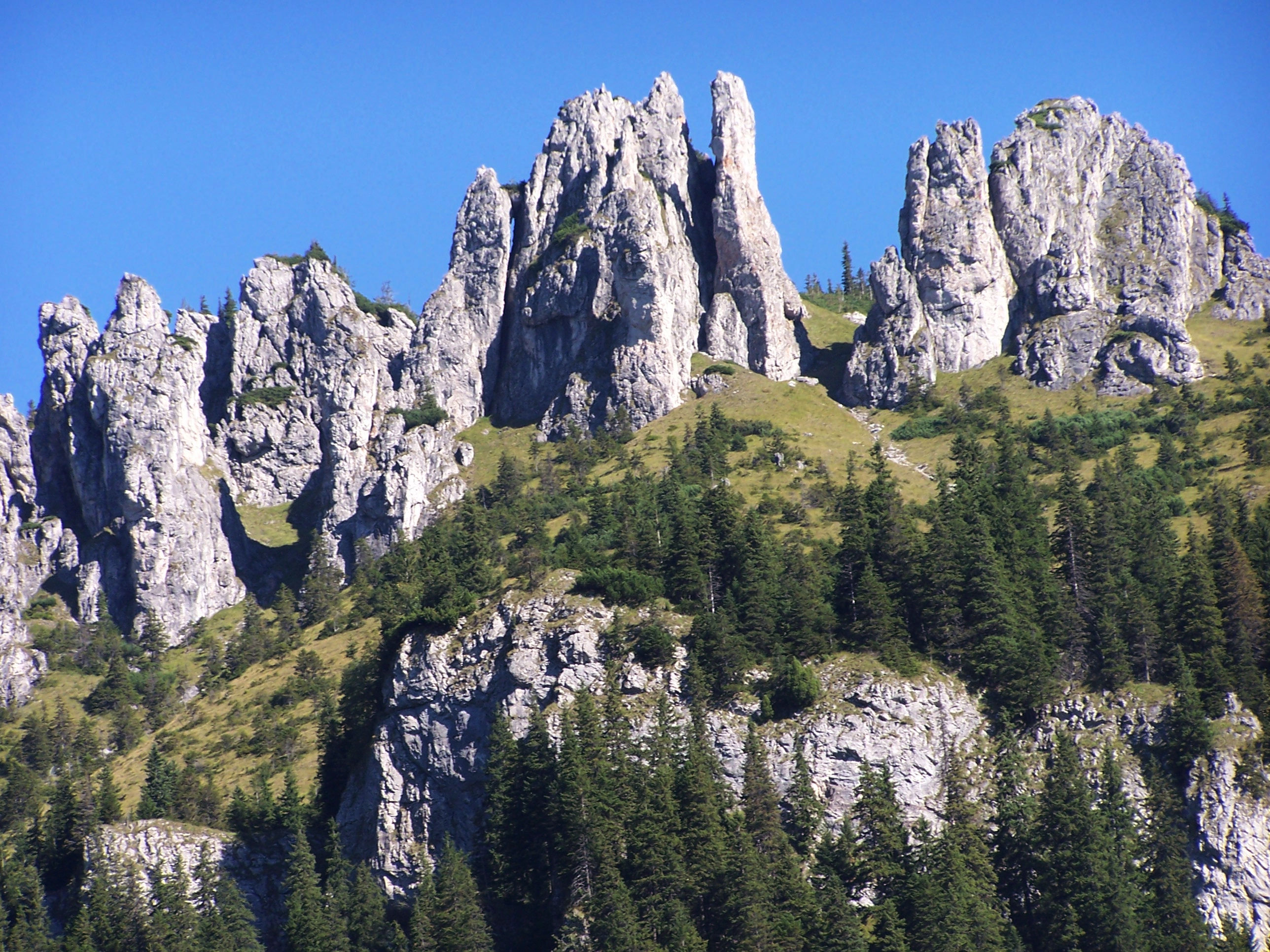
Mnichy Chochołowskie – obszar ochrony ścisłej

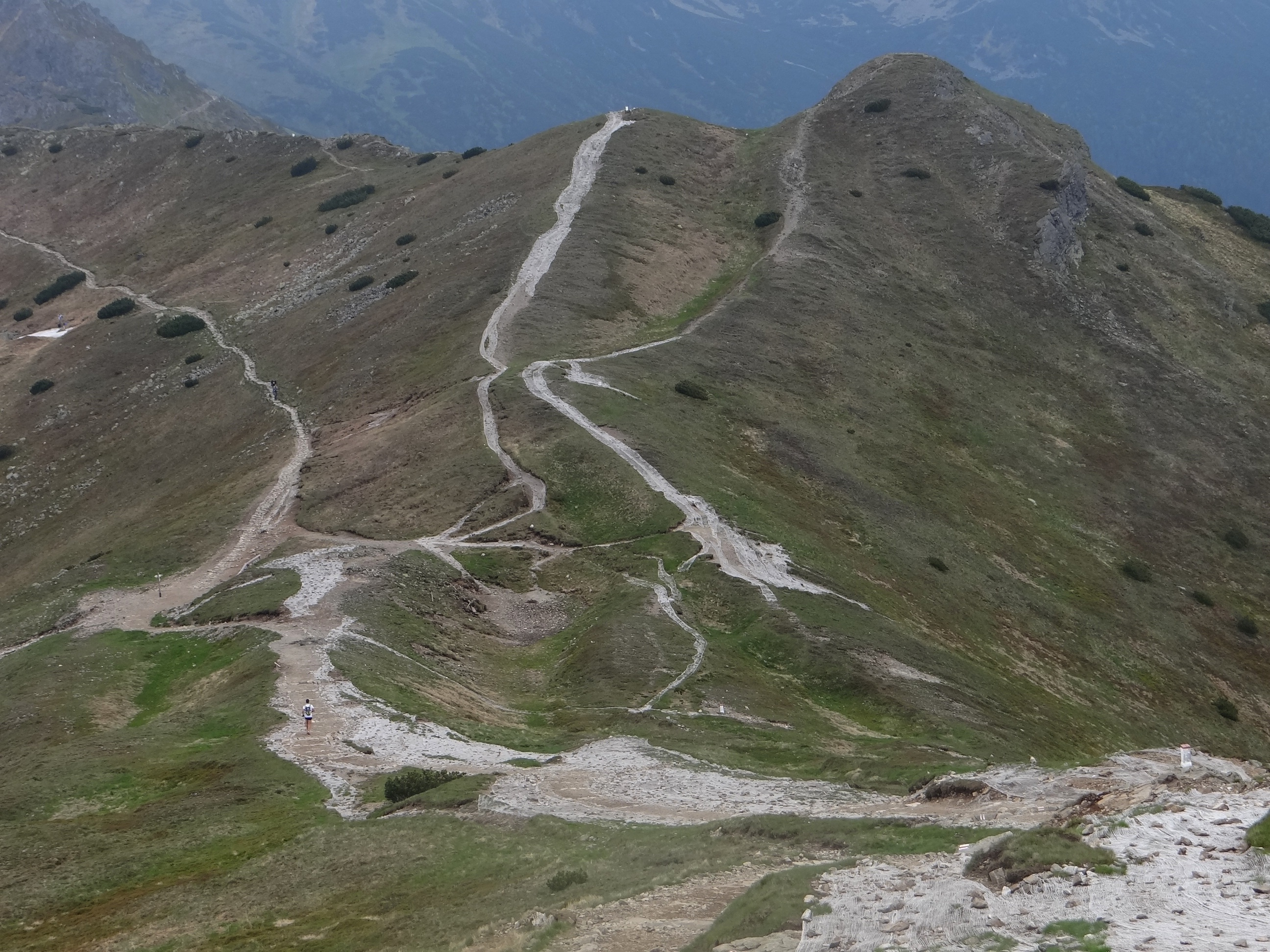
Rozdeptany przez turystów rejon Przełęczy pod Kopą Kondracką

Tatrzański Park Narodowy (TPN) – jeden z 23 parków narodowych na terenie Polski. Utworzony z dniem 1 stycznia 1955 roku przez rozporządzenie Rady Ministrów z 30 października 1954 r. Park zajmuje obszar 21 197 hektarów, lecz wraz z przylegającą częścią słowacką (TANAP) stanowi spójną przyrodniczą całość, obejmującą ochroną około 100 tysięcy hektarów.

## Przyczyny powstania Tatrzańskiego Parku Narodowego
Od początku wkroczenia ludzi w Tatry ich przyroda ulegała niszczeniu, początkowo negatywny wpływ ludzi był jednak niewielki, dopiero w XIX i XX wieku w wyniku intensywnej eksploatacji przyroda Tatr uległa znacznym zniszczeniom. Głównymi czynnikami zagrożeń były:
- przemysł: dla jego potrzeb budowano drogi dojazdowe, urbanizowano niektóre rejony Tatr, niszczono lasy. Dla potrzeb górnictwa i hutnictwa żelaza (huty w Kuźnicach i w Dolinie Kościeliskiej) wyrąbano niemal całkowicie dolnoreglowe lasy bukowe (huty wówczas opalane były drewnem). Dzieła zniszczenia pierwotnych lasów dokonały papiernie,
- pasterstwo: spowodowało zmiany w krajobrazie. Dzisiejsze polany reglowe powstały w miejsce wyciętych lasów, naturalne hale znacznie powiększono przez wyrąb kosodrzewiny. Wypas spowodował obniżenie górnej granicy lasu, zwiększył zagrożenie lawinowe, erozję powierzchniową, eutrofizację oligotroficznych jezior wysokogórskich i wiele innych,
- rabunkowa gospodarka leśna: zmiana składu gatunkowego lasu (wyeliminowanie buka i jodły, nasadzenie na tych stanowiskach świerka), wprowadzanie gatunków obcych. Obecny dolnoreglowy las świerkowy jest lasem wtórnym,
- gospodarka łowiecka i zarybianie: kłusownicy wybijali kozice i świstaki, wprowadzenie i skrzyżowanie rodzimego jelenia karpackiego z obcymi rasami tego gatunku, sprowadzonymi z innych obszarów Europy, Azji i Ameryki Północnej, zarybianie jezior wysokogórskich obcym gatunkiem – pstrąg źródlany[5] (wytępił on reliktową faunę skorupiaków planktonowych).

Tatry to jedyne w Polsce góry o charakterze alpejskim i jedyne w Polsce miejsce, gdzie żyją kozice i świstaki. Żaden z polskich parków narodowych ani regionów geograficznych nie posiada też tak swoistej flory. Dla ok. 200 gatunków roślin naczyniowych Tatry są jedynym miejscem występowania w Polsce. Świadomość o konieczności ochrony tego unikatowego miejsca zaczęła dojrzewać już pod koniec XIX wieku.

## Historia
W 1868 Sejm Galicyjski uchwalił ustawę „względem zakazu łapania, wytępiania i sprzedawania zwierząt alpejskich, właściwym Tatrom, świstaka i dzikich kóz”. Ustawa należała do pierwszych tego rodzaju norm w Europie. Do jej egzekwowania utworzono straż myśliwską w osobach dawnych kłusowników: Jędrzeja Wali i Macieja Sieczki, którzy porzucili kłusownictwo i stali się zagorzałymi strażnikami przyrody tatrzańskiej. Utworzone w 1873 Towarzystwo Tatrzańskie rozszerzyło ochronę także na niektóre rośliny: szarotkę alpejską, cisa i limbę. Z jego też inicjatywy utworzono Towarzystwo Ochrony Tatr Polskich, które rozpoczęło zbiórkę pieniędzy na wykup Tatr z rąk prywatnych i utworzenie parku narodowego. Wykupiono ok. 1000 ha. Wykup prowadził też Skarb Państwa. W 1932 wykupił ponad 900 ha, a w 1933 ok. 9000 ha Fundacji Kórnickiej. Przedsięwzięcie tworzenia parku narodowego zahamowali technokraci, dla których park był przeszkodą w rozbudowie infrastruktury turystycznej, mimo to, zarządzeniem Ministra Rolnictwa i Reform Rolnych z dnia 26 czerwca 1939 r. utworzono szczególną jednostkę organizacyjną Lasów Państwowych „Park Przyrody w Tatrach”, w celu „utrzymania tatrzańskiej flory i fauny oraz ochrony wszelkich innych form przyrody ze względów naukowych, estetycznych, historycznych, pamiątkowych”.
Po II wojnie światowej kontynuowano starania w celu utworzenia w Tatrach parku narodowego. Znacjonalizowano własność rodziny Uznańskich obejmującą ponad połowę polskich Tatr. W 1947 na tym terenie minister leśnictwa utworzył obszar ochronny o nazwie
Tatrzański Park Narodowy, rok później w górnej części Doliny Kościeliskiej na terenach wykupionych jeszcze przed II wojną światową przez Skarb Państwa utworzono rezerwat ścisły o nazwie rezerwat przyrody Tomanowa-Smreczyny. W 1954 utworzono Tatrzański Park Narodowy (TPN), włączono w jego obszar także własność Wspólnoty Leśnej Uprawnionych Ośmiu Wsi (doliny Chochołowska i Lejowa). Na utworzenie parku narodowego polskie Tatry musiały czekać sześć lat dłużej niż Tatry słowackie. Ochroną parkową objęto wówczas cały obszar górski i otulinę na Podhalu. W chwili utworzenia parku Tatry były zdewastowane, liczebność dzikich ssaków była niska, a drzewostan był w opłakanym stanie.

## Obszar parku i sprawy własnościowe
TPN obejmuje całe polskie Tatry oraz niewielkie części Pogórza Bukowińskiego i Rowu Podtatrzańskiego, zarówno te przylegające do obszaru parku, jak i enklawy (np. Polana Rogoźniczańska, Wyskówki, Harenda, Bafiów Bór). Najwyższym punktem jest szczyt Rysów (2499 m), najniższym dolina Porońca w okolicy Kośnych Hamrów (ok. 773 m), różnica wysokości między nimi wynosi 1730 m.
Po utworzeniu parku problemem pozostawała własność prywatna pasterzy obejmująca hale tatrzańskie. Górale wypasali na nich nadmierną liczbę owiec, które zamieniały hale w udeptane klepisko, wygłodniałe owce zaś mimo drastycznych kar wypasali w lasach. Nie chcieli też odsprzedać swojej własności. Z braku możliwości porozumienia się z góralami, 8 grudnia 1960 roku Rada Ministrów podjęła uchwałę o przymusowym wykupie lub wymianie na inne obszary wszystkich prywatnych własności w Tatrach. Dokonano tego w latach 1960–1964, równocześnie zniesiono też serwituty. Obecnie około 85% terenu TPN-u jest własnością parku, około 1000 ha jest własnością PTTK (to tereny wykupione przed II wojną przez Towarzystwo Tatrzańskie). Pozostała część (ok. 2200 ha) to własność Wspólnoty Leśnej Uprawnionych Ośmiu Wsi. W 1981 górale odzyskali swoją własność i prowadzą na niej działalność gospodarczą, ale pod kontrolą parku. Nadal w parku istnieje jeszcze niewielka własność prywatna, w miarę możliwości wykupywana przez park.

## Charakterystyka
Duże różnice wzniesień, piętrowość klimatu i niezwykły skład gatunkowy fauny i flory sprawiają, że Tatry mają charakter wysokogórski. Powierzchnia Tatr wynosi ok. 785 km², z czego 175 km² przypada na Tatry Polskie, reszta to Tatry Słowackie. Rzeki zaczynające swój bieg w Tatrach Polskich należą do zlewiska Bałtyku, zaś rzeki biorące początek w Tatrach Słowackich wpadają częściowo do Morza Czarnego (Orawa, Wag), częściowo do Morza Bałtyckiego (Poprad).
Podział Tatr na Tatry Wysokie, Tatry Zachodnie i Tatry Bielskie (te ostatnie tylko na Słowacji) jest uzasadniony budową geologiczną. Tatry zaliczane są do gór orogenezy alpejskiej. Ich trzon stanowią skały krystaliczne z granitem, który w niektórych miejscach pokryty jest dolomitem i wapieniem, z licznymi jaskiniami i innymi zjawiskami krasowymi atrakcyjnymi dla grotołazów.

## Flora i fauna
Klimat Tatr, a co za tym idzie ich roślinność, charakteryzuje się piętrowością. Piętro najniższe, czyli piętro regla dolnego, porastają lasy świerkowe, bukowe i jodłowe. Regiel górny to prawie wyłącznie bór świerkowy, rzadko tylko występuje reliktowy bór limbowo-świerkowy. Piętro kosodrzewiny (1550–1800 m) porasta roślinność krzewiasta z przewagą kosodrzewiny. Piętro hal to murawy wysokogórskie z bogatą roślinnością alpejską. Można tu spotkać m.in. wiele gatunków goryczek, goździka lodowcowego, sasankę alpejską. W piętrze turni roślin jest niewiele, choć niektóre z nich są silnie przywiązane do tego piętra wysokościowego np. goryczka przezroczysta i jaskier lodnikowy.
Z tatrzańskich ssaków warto wymienić kozicę i świstaka (które wytworzyły w Tatrach podgatunki: kozicę tatrzańską i świstaka tatrzańskiego), a w niższych partiach jelenia, sarnę europejską, rysia i łasicę pospolitą oraz niedźwiedzia brunatnego. Wśród ptaków króluje orzeł przedni, charakterystyczny jest też pomurnik, gniazdujący w wyższych partiach gór. Można go rozpoznać po czerwonych skrzydłach i niezwykłych zdolnościach wspinaczkowych. Na koniec 2023 roku lista awifauny Parku liczyła 192 gatunki (przy uwzględnieniu jedynie tych gatunków, których obecność uważana jest za naturalną w Polsce), przy czym część z tej liczby to gatunki znane jedynie z pojedynczych obserwacji. M. in. w tymże roku dokonano na terenie TPN pierwszej w historii obserwacji orła cesarskiego.
Zarówno faunę, jak i florę Tatr charakteryzuje duża liczba endemitów, i to nie tylko zachodnio-karpackich czy karpackich, ale nawet tatrzańskich, to znaczy występujących wyłącznie w Tatrach. Świstak tatrzański stanowi podgatunek świstaka alpejskiego. Przez pewien czas groziło mu wyginięcie, do czego przyczynił się góralski przesąd, że jego sadło stanowi panaceum na różne choroby. Bogata jest endemiczna fauna bezkręgowców (np. Allogamus starmachi).
Z endemitów roślinnych warto wymienić warzuchę tatrzańską oraz trawy: wiechlinę tatrzańską i granitową. Na uwagę zasługują też dębik ośmiopłatkowy oraz wierzba żyłkowana, relikty epoki lodowcowej.
Bogactwu roślinności odpowiada bogactwo krajobrazowe. Na turystów czeka kilka schronisk. U podnóża Tatr polskich rozłożone jest Zakopane, natomiast u podnóża Tatr słowackich istnieje kilka miejscowości z zapleczem turystycznym, jak np. Tatrzańska Łomnica i Poprad. W Tatrach wolno się poruszać tylko po oznakowanych ścieżkach, które zwykle są w dobrym stanie, a w bardziej eksponowanych miejscach są często zaopatrzone w klamry i łańcuchy umożliwiające turystom bezpieczne dotarcie do celu nawet w razie załamania się pogody. Jednym z najczęściej odwiedzanych schronisk tatrzańskich jest schronisko PTTK nad Morskim Okiem. Inną bazą wypadową turystów jest schronisko PTTK w Dolinie Pięciu Stawów Polskich, położone w samym sercu polskiej części Tatr Wysokich. Jeziora tatrzańskie cechuje znaczna przejrzystość wody; spotykany w opracowaniach popularnych i naukowych termin „staw” wywodzi się z nazewnictwa gwarowego i na tyle się upowszechnił, że mianem tym zaczęto nazywać wszystkie jeziora tatrzańskie. Słowacka część Tatr również ma dobre zaplecze turystyczne, ale z racji większej powierzchni słowackiego parku tamtejsze schroniska i hotele są rozmieszczone nieco rzadziej, choć niejednokrotnie również na dużych wysokościach.
Fakt, że południowa granica polskiego Tatrzańskiego Parku Narodowego jest zarazem północną granicą parku słowackiego (TANAP-u), umożliwia swobodne przemieszczanie się zwierząt i ma ogromne znaczenie dla zachowania bioróżnorodności obu tych obszarów chronionych. Zarówno polski, jak i słowacki park narodowy otacza obszar otuliny, na którym dozwolone są niektóre formy działalności rolniczej i gospodarczej. Pewne przejawy tradycyjnej gospodarki rolnej (wypas owiec, koszenie traw) dozwolone są nawet na obszarach pod ścisłą ochroną, co jest o tyle uzasadnione, że działalność taka ma tu wielowiekową tradycję, a zaprzestanie jej może spowodować drastyczne zmiany w ekosystemie.
Ze względu na unikatowy charakter tego wysokogórskiego obszaru oba tatrzańskie parki narodowe zostały w 1993 roku wpisane na listę Rezerwatów Biosfery UNESCO.

## Współczesne formy zagrożenia i przekształcenia przyrody TPN
Presja turystyczno-sportowo-rekreacyjna
Obecnie to najważniejsza z form antropopresji na przyrodę TPN. Na początku lat 20. XXI wieku tylko w trzech miesiącach letnich (lipiec-wrzesień) TPN odwiedzało 2,3-2,5 miliona osób. Najwięcej, bo blisko 1 mln wizyt przypadało na sierpień. 16 sierpnia 2024 r. w Parku zanotowano rekordową liczbę 49 457 gości. Poza liczbą turystów ważne jest ich rozmieszczenie w czasie i przestrzeni. Maksymalnie obciążone ruchem turystycznym (według danych z 1995 roku) są: Morskie Oko, Dolina Pięciu Stawów Polskich i Kasprowy Wierch. Ponadto tłok szczególnie dotkliwie można odczuć na wąskich i eksponowanych odcinkach szlaków (w XXI wieku tego typu problemy występowały w szczególności na szlakach prowadzących na Giewont, Świnicę i Rysy). Gęsta sieć szlaków turystycznych powoduje fragmentację obszaru TPN. W Parku znajduje się 275 km oznakowanych tras pieszych, dostępnych dla turystów. Oprócz masowej turystyki pieszej silnie rozbudowana jest infrastruktura narciarstwa zjazdowego: wyciągi, kolej linowa, trasy zjazdowe. Uprawianie narciarstwa zjazdowego jest szczególnie szkodliwe w okresie, gdy pokrywa śnieżna dopiero się tworzy (w grudniu) i kiedy zanika (wiosną). Na procesy erozyjne i uszkodzenie roślinności spowodowane narciarstwem wpływ mają także używany ciężki sprzęt do utrzymywania tras narciarskich (ratraki) oraz nasilone natężenie ruchu narciarskiego.
Na terenie parku funkcjonują cztery wyciągi krzesełkowe, cztery wyciągi orczykowe i jedna kolej linowa z Kuźnic na Kasprowy Wierch, która po przebudowie i oddaniu do użytku 15 grudnia 2007 roku wozi na szczyt 360 osób/h zamiast dotychczasowych 180 w sezonie zimowym. Projekt przebudowy kolejki i zwiększenia jej przepustowości pojawił się już w 1998 roku, plany te wywołały liczne protesty. W 2002 roku około 40 organizacji ekologicznych wystosowało apel do prezydenta Aleksandra Kwaśniewskiego o niedopuszczenie do zwiększenia przepustowości kolejki. Kolejne apele wystosowali naukowcy z tytułem profesora, w 2002 roku wzywali, aby nie zwiększać przepustowości kolejki, a w 2006 roku, kiedy decyzje administracyjne były już zaawansowane, domagali się wykonania przez inwestora – Polskich Kolei Linowych – oceny oddziaływania na środowisko tejże inwestycji. Niewykonanie oceny oddziaływania na środowisko skłoniło organizacje ekologiczne do wystosowania 20 kwietnia 2006 r. skargi do Komisji Europejskiej. Komitet Ochrony Przyrody Polskiej Akademii Nauk przesłał do Komisji Petycji Parlamentu Europejskiego swoje stanowisko w tej sprawie, zbieżne ze skargą organizacji ekologicznych.
W Tatrach zinwentaryzowano ponad 800 jaskiń, z których 6 zostało udostępnionych turystom, a 25 jest dostępnych wyłącznie dla doświadczonych taterników jaskiniowych. Taternictwo, jako forma aktywności turystycznej, obejmuje zarówno eksplorację jaskiń, jak i wspinaczkę powierzchniową. Taternictwo powierzchniowe jest dozwolone w rejonie Morskiego Oka, na Hali Gąsienicowej, a także w Dolinie Lejowej oraz na Jarońcu w Tatrach Zachodnich. Natężenie ruchu w taternictwie powierzchniowym wykazuje tendencję rosnącą i (jak w przypadku turystyki pieszej), skrajnie duże obciążenie niektórych rejonów Tatr (otoczenie Morskiego Oka, Dolina Gąsienicowa, Dolina Pięciu Stawów Polskich). Z taternictwem jaskiniowym wiążą się; zaśmiecanie jaskiń, zmiana cyrkulacji powietrza poprzez sztucznie tworzone przekopy i otwory, niszczenie form naciekowych i namulisk.
Innym problemem są ścieki bytowe i wysypiska śmieci na terenie TPN, w szczególności koncentrują się one wokół schronisk, wyciągów, kolejki, szlaków. Tylko w 2002 r. społeczna akcja sprzątania Tatr pomogła usunąć około 2650 m³ odpadów, a z 25 kabin sanitarnych park usunął ponad 500 ton nieczystości.
Problemem okazuje się też skażenie atmosfery – skażenia wędrują znad wielkich aglomeracji przemysłowych na teren TPN, tj. znad aglomeracji śląsko-krakowskiej, transgraniczne zanieczyszczenia napływają z Niemiec i Czech. Skutkami zanieczyszczenia powietrza nad Tatrami są; skażenie i zakwaszenie wód, gleb, obniżenie żywotności, a następnie wymieranie wrażliwych elementów flory i fauny (porosty, drzewa iglaste – jodła i świerk, niektóre zwierzęta wodne).
Pozostałe formy antropopresji
- kłusownictwo: dotyczy ono głównie najrzadszych gatunków w Parku jak ryś euroazjatycki, żbik europejski, świstak tatrzański,
- zbieractwo: pozyskiwanie głównie owoców runa w ilościach handlowych (borówki, maliny, grzyby), wiąże się z tym penetracja terenów TPN poza szlakami, terenów nieraz objętych ochroną ścisłą,
- penetracja parku poza wyznaczonymi szlakami,
- rozrastanie się i postępująca urbanizacja aglomeracji podtatrzańskiej (w tym Zakopanego): przekształcanie przyrody otuliny TPN, przecięcie szlaków migracyjnych roślin i zwierząt (odizolowanie TPN od otaczających go pasm górskich); aglomeracja jest źródłem skażeń atmosferycznych przenoszonych na obszar TPN oraz źródłem obcych gatunków roślin i zwierząt wnikających na obszar parku,
- gospodarka łowiecka: prowadzone odstrzały redukcyjne zwierzyny płowej (jeleń, sarna), w związku z wcześniejszą eliminacją przez myśliwych dużych drapieżników (rysia, wilka).